# Deliverance (banda)
Deliverance es una banda estadounidense de metal cristiano. Inicialmente tocaban thrash metal, para luego convertirse en una agrupación de metal progresivo. Fue fundada por Jimmy P. Brown II en 1985, el cual es el único de los músicos originales en permanecer en la banda en la actualidad. Han lanzado 10 álbumes de estudio desde 1989.

## Discografía

### Estudio
- Deliverance (1989, Intense Records)
- Weapons of Our Warfare (1990, Intense Records)
- What a Joke (1991, Intense Records)
- Stay of Execution (1992, Intense Records)
- Learn (1993, Intense Records)
- River Disturbance (1994, Brainstorm Artists, Intl)
- Camelot in Smithereens (1995, Intense Records)
- Assimilation (2001, Indie Dream Records)
- As Above - So Below (2007, Retroactive Records)
- Hear What I Say! (2013, Roxx Records)

## Músicos
- Jimmy P. Brown II - guitarra, voz
- George Ochoa - guitarra líder
- Jim Chaffin - batería
- Victor Macias - bajo